# Quilombo dos Palmares
Il Quilombo di Palmares, o Palmares fu una comunità autonoma, un regno (o repubblica secondo alcuni) fondato da africani fuggiti alla schiavitù nelle piantagioni brasiliane chiamati cimarroni. Occupava una vasta area nella zona nordorientale del Brasile, tra gli odierni stati dell'Alagoas e Pernambuco, e arrivò a contare 30.000 abitanti. Fu il più emblematico dei quilombos e il suo mito si trasformò in moderno simbolo della resistenza degli africani alla schiavitù.

## Nome
Da notare che i documenti coevi che parlano di Palmares, a dispetto delle dimensioni, non usano il termine quilombo ma mocambo.
Il nome generico Palmares veniva usato dai colonizzatori portoghesi di Pernambuco e Alagoas per indicare i distretti più interni, a ridosso delle città costiere, che erano caratterizzati da una grande presenza di alberi di palma.

## Storia
I primi riferimenti ad un quilombo nella regione risalgono al 1580, nato dagli schiavi fuggiti dalle Capitanerie coloniali di Pernambuco e da Bahia; iniziava il periodo denominato in Brasile: Unione Iberica o dinastia filippina.
Fu fondato da una principessa africana imbangala Aqualtune, catturata durante una battaglia con i congolesi venduta ai mercanti portoghesi, violentata e ingravidata. Sbarcata a Recife progettò la fuga con decine di suoi guerrieri, stabilendosi sulla cima di un impervio promontorio la Serra da Barriga fondando Palmares. Alla fine del XVI secolo, il quilombo si era espanso con diversi piccoli nuclei occupando complessivamente una vasta area di oltre 25.000 chilometri quadrati ricoperta di palmeti, che si estendeva da Capo di Santo Agostinho al fiume São Francisco, governata dal figlio di Aqualtune Ganga Zumba, deposto successivamente dal nipote Zumbi. Un secolo più tardi questo territorio si vedeva ridotto dentro la regione di Una e Serinhaém, in Pernambuco, Porto Calvo e São Francisco, attualmente Penedo, nello stato di Alagoas.
Fin dal 1602 i colonizzatori portoghesi cominciarono a lamentare col governo che i loro schiavi fuggivano nelle inaccessibili regioni dell'interno e lì si organizzavano in villaggi. Ma i coloni e le autorità non riuscivano a localizzare queste comunità, che probabilmente erano piccole e sparse, e le spedizioni verso l'interno proseguirono frequentemente. La grandissima maggioranza (quasi il 90%) degli schiavi proveniva dall'Angola sia perché la colonia africana era la maggior fonte di schiavi per il Portogallo, sia per gli ottimi rapporti instaurati tra i governatori dell'Angola e quelli di Pernambuco. Nei primi anni del 1600 la Compagnia olandese delle Indie occidentali inviò una flotta alla conquista di Pernambuco ma riuscì soltanto a prendere la città di Olinda e non si spinse alla cattura del resto della provincia. Rimase però un costante conflitto a bassa intensità tra coloni olandesi e portoghesi. In questo periodo migliaia di schiavi fuggirono e arrivarono a Palmares.
Sebbene inizialmente gli olandesi pensassero di poter sfruttare un'alleanza con Palmares in chiave anti-portoghese, l'accordo di pace li spinse a supportare l'economia di Pernambuco basata sulle piantagioni di canna da zucchero. Per questo motivo il leader olandese Johan Moritz van Nassau decise di inviare delle spedizioni contro Palmares. È anche grazie alle informazioni raccolte da queste spedizioni che conosciamo qualcosa sull'organizzazione di Palmares a quel tempo. Intorno al 1640 molti dei mocambo si erano consolidati in entità più grandi capeggiate da sovrani. La descrizione degli olandesi Casparis Barleus (del 1647) e Johan Nieuhoff (del 1682) parlano di due distinte entità: quella del Gran Palmares e quella del Piccolo Palmares. Ciascuna di queste si presentava come un insieme di piccoli villaggi (da 50 a 100 abitanti) organizzati intorno ad una grande città fortificata e popolata da qualcosa come 5000 persone. La descrizione di Barleus, che ebbe modo di visitare uno dei più grandi mocambo, parla della presenza di molti edifici, tra cui una chiesa. Le chiese erano comuni a Palmares perché molti ex schiavi erano cristiani, alcuni in quanto l'Angola e il vicino Regno del Congo in quel periodo erano stati ampiamente cristianizzati, altri perché convertiti quando in catene. Secondo quanto riportato da Barleus gli abitanti di Palmares usavano come preti quanti tra loro conoscevano meglio la Chiesa, anche se la religione non veniva praticata nelle sue forme usuali.